# Налобино (Красноярский край)
Нало́бино— деревня в Рыбинском районе Красноярского края. Административный центр Налобинского сельсовета.

## География
Деревня находится на расстоянии примерно 4 км (по прямой) к югу от города Заозёрный, административного центра района.

### Климат
Климат резко континентальный. Зима суровая, средние температуры января составляют –19—21 °С, критические — от –45 до –52 °С. Лето преимущественно жаркое, солнечное, со средними температурами июля +19—25 °С, максимальные: +34—38 °С.

## Население
| 2010 |
| ---- |
| 347  |

### Национальный состав
Согласно результатам переписи 2002 года, в национальной структуре населения русские составляли 89 % из 399 чел.